# Ares (nome)
Ares  è un nome proprio di persona italiano maschile.

## Varianti in altre lingue
- Catalano: Ares[2]
- Greco antico: Ἄρης (Árēs)[3]
- Greco moderno: Άρης (Arīs)[3]
- Spagnolo: Ares[2]

## Origine e diffusione

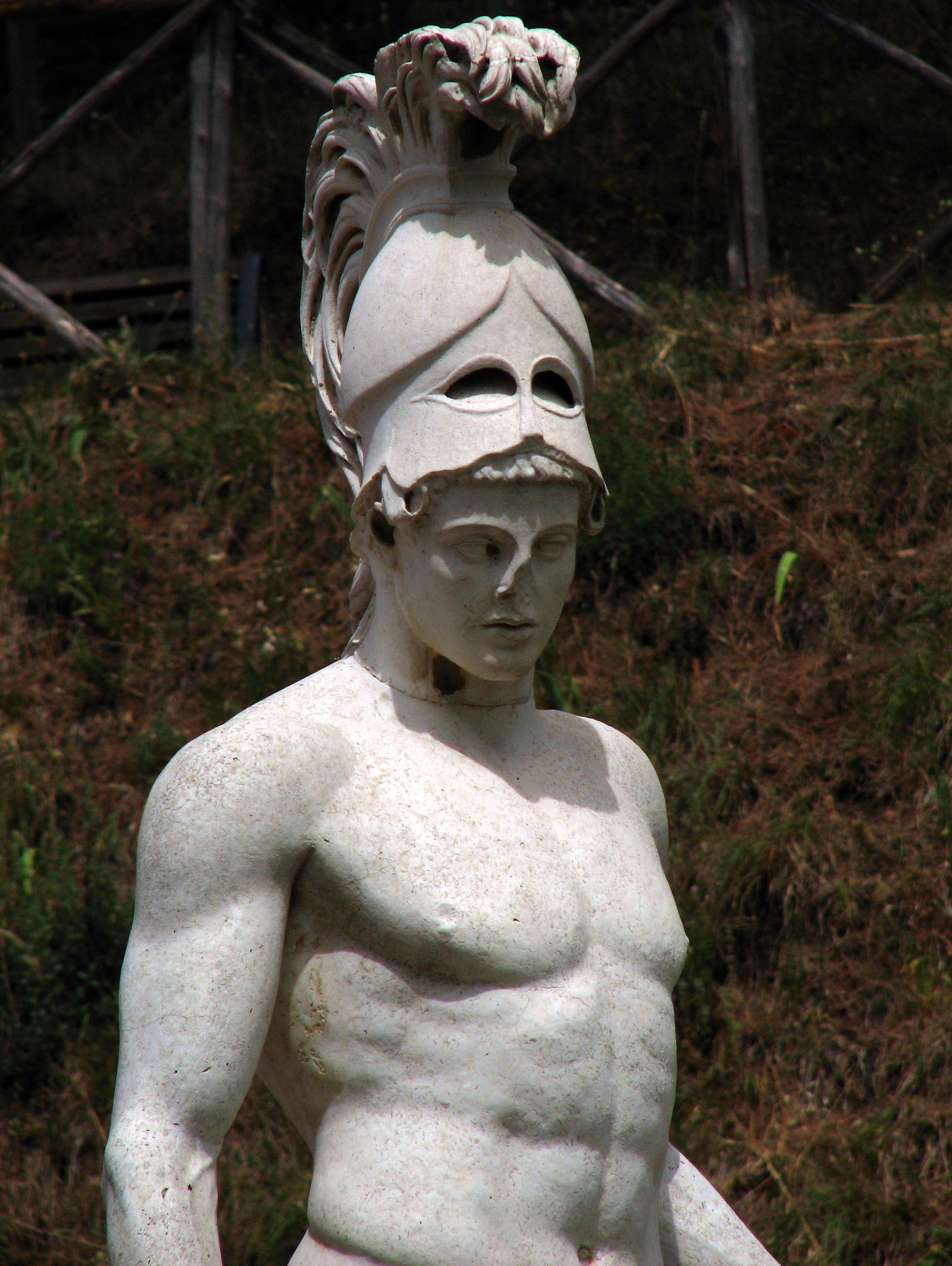
Statua di Ares a Villa Adriana

Nome di evidente tradizione classica, richiama il dio greco della guerra, Ares. L'etimologia del suo nome, la cui prima occorrenza è nella forma micenea lineare B 𐀀𐀩 (a-re), è dibattuta; tra le ipotesi si possono citare:
- Da ἀρή (arḗ, "rovina", "distruzione", "disgrazia")[2][3][5], col significato di "distruttore", "feritore"[5]
- Da αρσην (arsen, "maschio")[3], da cui deriva anche il nome Arsenio
- Da ara o arê ("preghiera", "voto", "maledizione")[2][4]

In Italia gode di scarsissima diffusione; è ancora usato invece in Grecia, nella forma Άρης (Arīs), che può anche costituire un ipocoristico di Aristotelīs ed altri nomi.

## Onomastico
L'onomastico ricorre il 14 dicembre, in memoria di sant'Ares, martire con i compagni Promo ed Elia ad Ascalona sotto Massimino Daia.

## Persone
- Ares, polistrumentista norvegese
- Ares Tavolazzi, bassista e contrabbassista italiano

### Variante Arīs

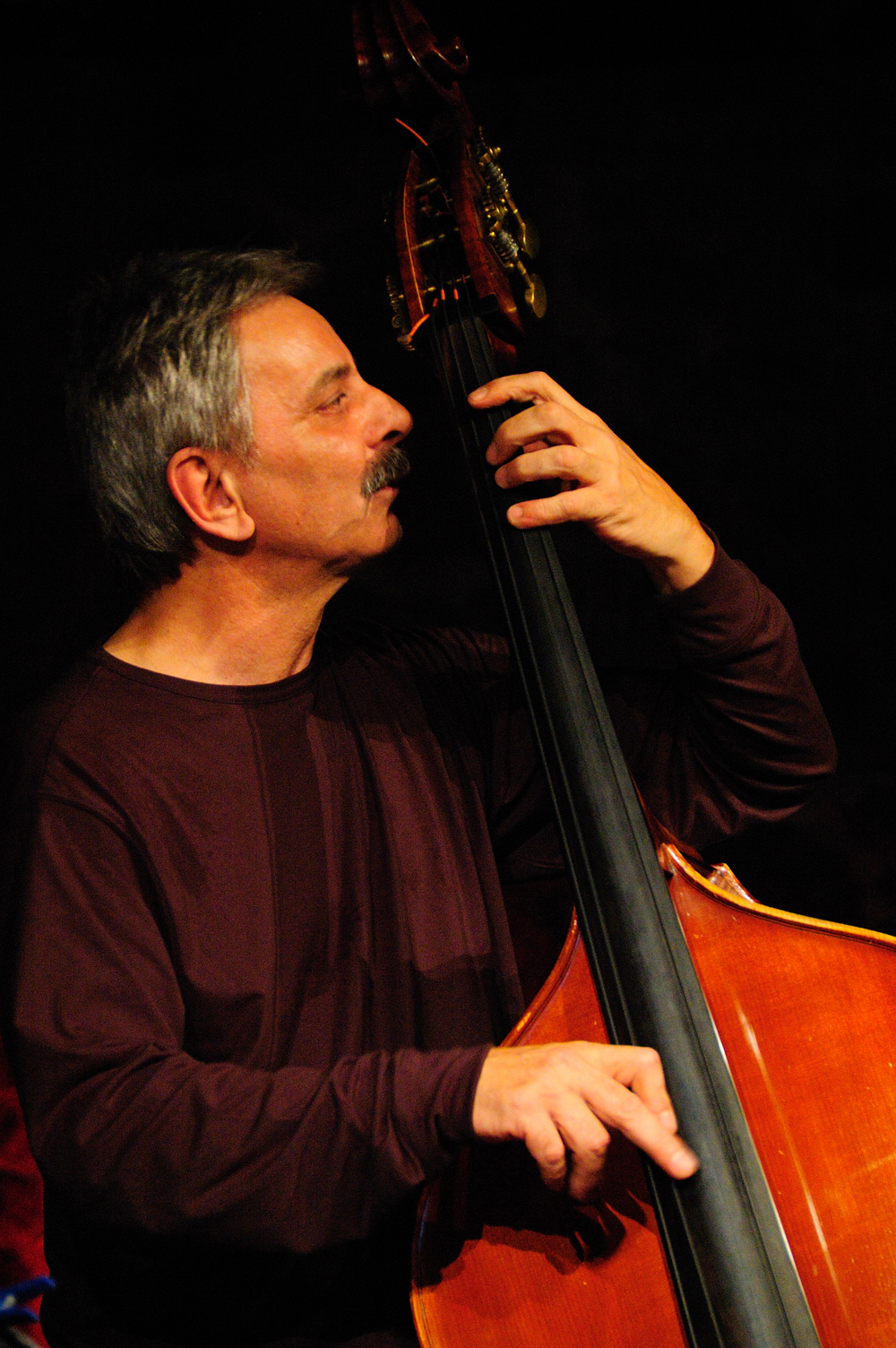
Ares Tavolazzi

- Arīs Christofellīs, sopranista greco
- Arīs Lykogiannīs, allenatore di pallacanestro greco
- Arīs Spīliōtopoulos, politico greco
- Arīs Tatarounīs, cestista greco
- Arīs Velouchiōtīs, partigiano greco
- Arīs Voudourīs, imprenditore greco

## Il nome nelle arti
- Ares è un personaggio della serie televisiva Sirene.